# اندیس سنگ صیاد
سنگ صیاد یک اندیس فلزی است که در حوالی شهر بردسیر استان کرمان قرار دارد و مادهٔ معدنی موجود در آن، سرب و روی است.